# Heilige Familie (Winterbach (St. Wendel))

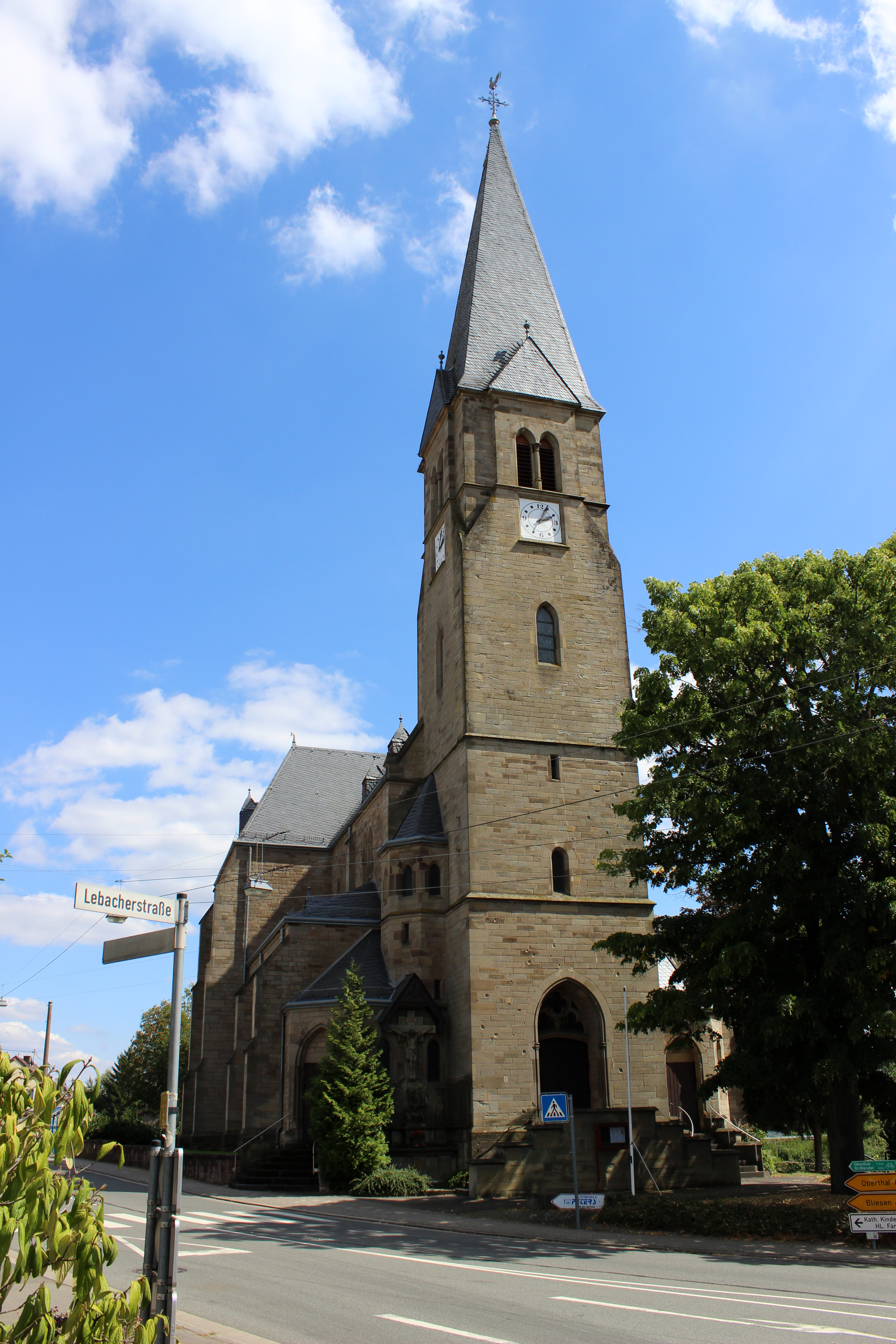
Die katholische Pfarrkirche Heilige Familie in Winterbach

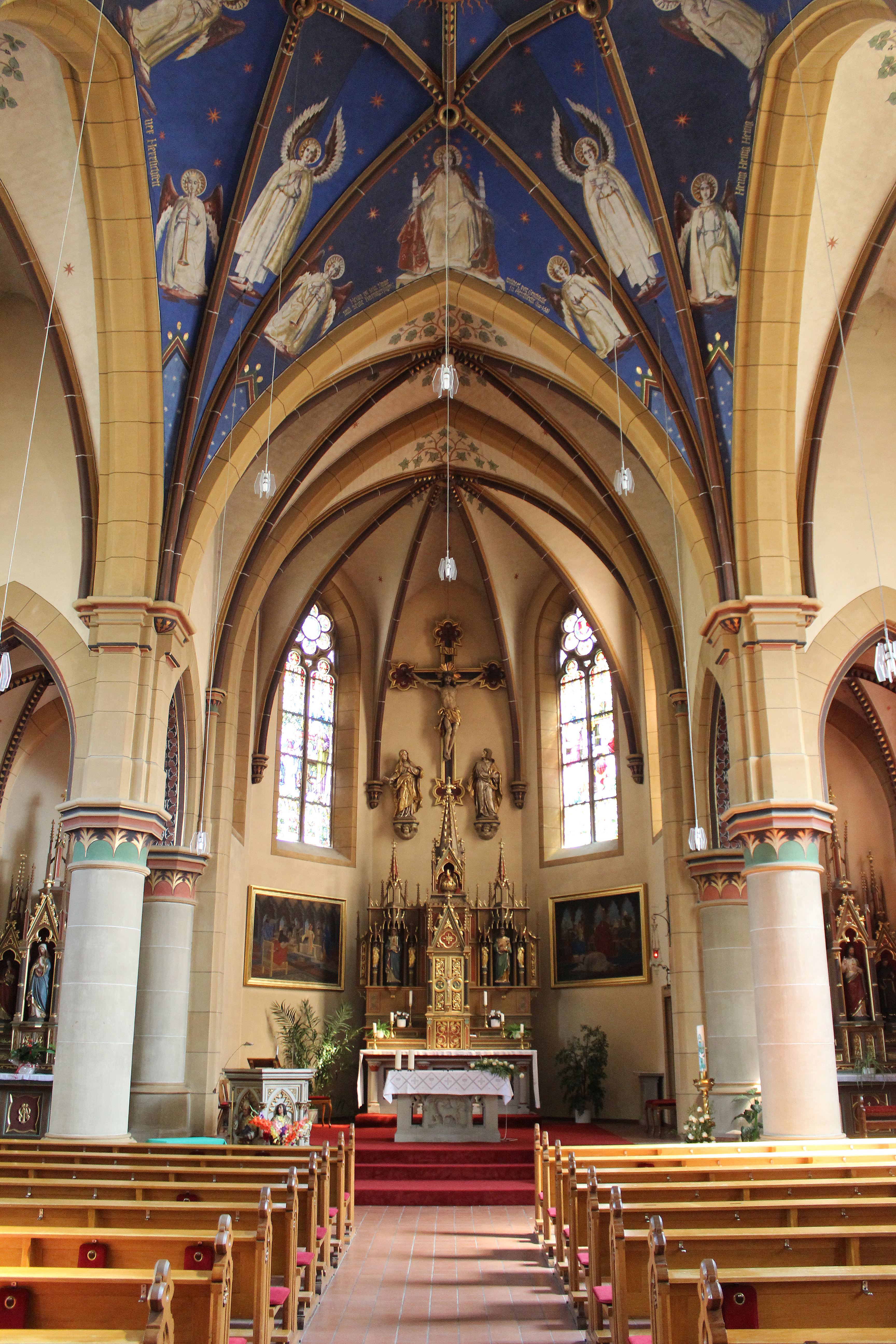
Blick ins Innere der Kirche

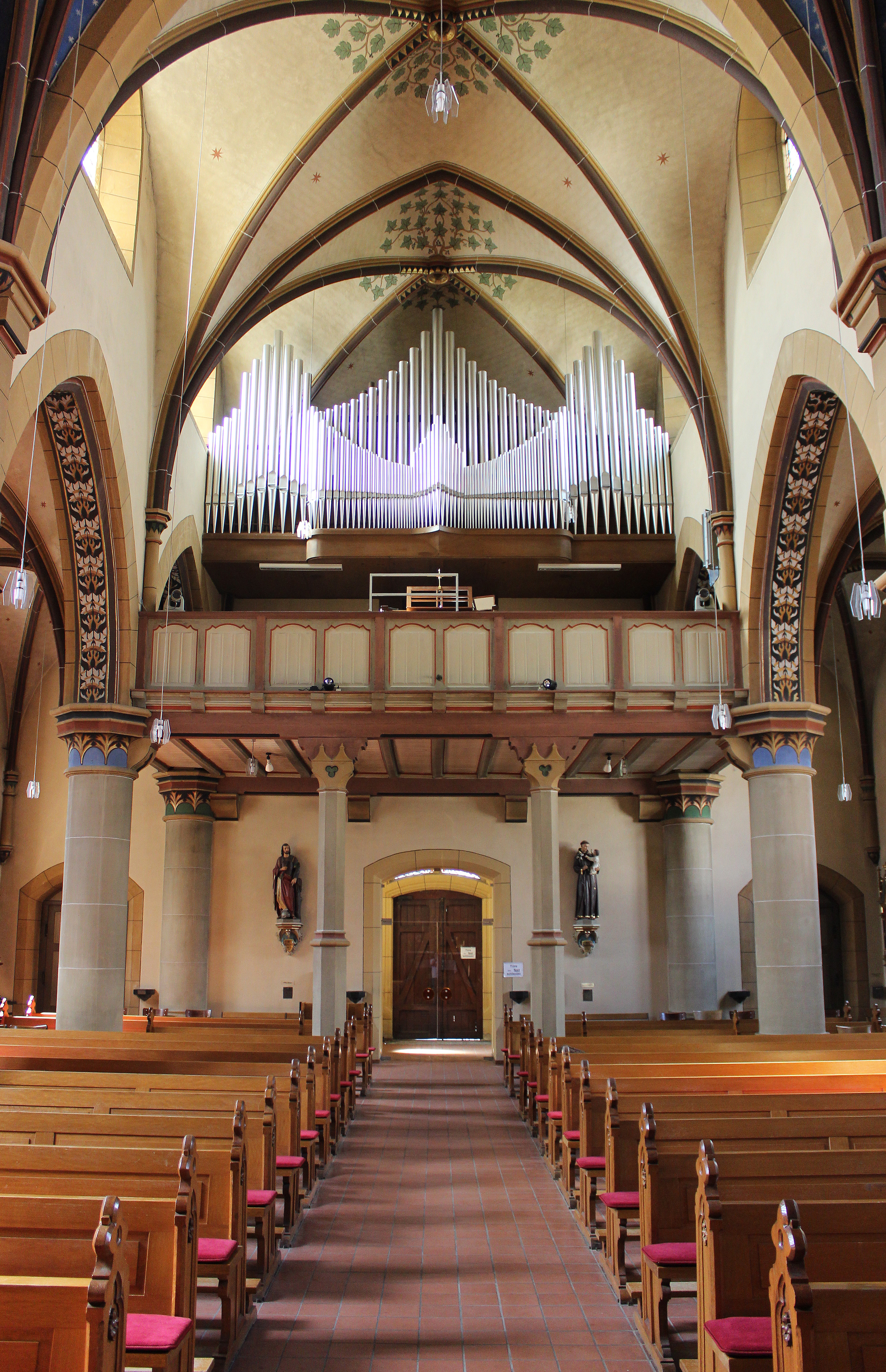
Blick zur Orgelempore

Die Kirche Heilige Familie ist eine katholische Pfarrkirche in Winterbach, einem Stadtteil von St. Wendel, Landkreis St. Wendel, Saarland. Sie trägt das Patrozinium der Heiligen Familie. In der Denkmalliste des Saarlandes ist die Kirche als Einzeldenkmal aufgeführt.

## Geschichte
Bis zum Bau der heutigen Kirche mussten die Katholiken von Winterbach den Gottesdienst im westlich gelegenen Nachbardorf Alsweiler besuchen. Alsweiler war im Jahr 1800 eine eigenständige Pfarrei geworden, zu der Winterbach als Filiale gehörte. Vor dem Jahr 1800 gehörten Winterbach und Alsweiler zum Kloster Tholey, sodass die Winterbacher Katholiken sogar den noch weiteren Weg nach Tholey gehen mussten, um am Gottesdienst teilzunehmen. Als im Jahr 1826 Pläne entstanden, in Alsweiler eine größere Pfarrkirche zu errichten, bemühten sich die Pfarrangehörigen aus Winterbach in wiederholt eingebrachten Eingaben an die damaligen Regierungsstellen, dass diese neue Pfarrkirche am östlichen Ortsrand in Richtung Winterbach gebaut werden sollte, um so den „Kirchweg“ zu verkürzen. Da die Alsweiler Pfarrangehörigen die Kirche aber auf jeden Fall im Kern des Ortes belassen wollten, scheiterten die Eingaben. Gegenüber der heutigen Kirche verfügten die Winterbacher aber über eine eigene Kapelle, die für bestimmte Gottesdienste genutzt wurde.
Ende des 19. Jahrhunderts war Winterbach zu einem Dorf von über 800 Einwohnern angewachsen, so dass das Trierer Generalvikariat mit einem Schreiben vom 15. Mai 1895 den Anstoß gab, aus dem Ort eine Alsweiler Filialgemeinde mit eigener Vermögensverwaltung zu bilden. Dies geschah dann im darauffolgenden Jahr. In der ersten Versammlung des neuen Kirchenvorstandes am 19. Januar 1897 unter Vorsitz des Alsweiler Pfarrers Theis wurde der Bau einer eigenen Kirche in Winterbach erörtert, für deren Standort es drei Vorschläge gab. Nachdem man sich auf den heutigen Standort geeinigt hatte und der Ankauf des Bauplatzes zum Preis von 5.400 Mark getätigt war, wurde im Jahr 1899 mit dem Kirchenbau begonnen.
Nachdem das Gotteshaus bereits im Rohbau erstellt war, stürzte im Januar 1900 aufgrund erheblicher baulicher und planerischer Mängel eine Mauer und später der Turm, der bereits eine Höhe von 16 Metern aufwies, über Nacht ein. Es folgte ein rund vier Jahre andauernder Prozess um Schadenersatz zwischen der Kapellengemeinde Winterbach, dem Architekten, dem Bauunternehmer Georg Rau aus St. Johann und den Bürgen, der von der Kapellengemeinde gewonnen wurde.
Als wieder genügend Finanzmittel zum Wiederaufbau der Kirche vorhanden waren, wurde in den Jahren 1905 bis 1906 das heutige Kirchengebäude nach Plänen des Architekten Wilhelm Hector (Saarbrücken-St.Johann) errichtet und am 8. September 1906 feierlich eingeweiht.
An der Stelle der alten Kapelle, die 1904 abgerissen worden war, wurde in den Jahren 1911/1912 ein Pfarrhaus erbaut. Zuvor hatte Winterbach nach Vollendung des Kirchenbaus einen eigenen Seelsorger bekommen. Ab dem 1. November 1924 war Winterbach eine eigenständige Pfarrei.
Wegen Hausbockkäferbefalls musste 1955 der Turm erneuert werden. 2015 wurde die Decke des Hauptschiffes renoviert.

## Architektur und Ausstattung
Das Kirchengebäude wurde als Basilika im Stil der Neugotik errichtet und weist eine traditionelle Ausrichtung in Ost-West-Richtung auf. Es gliedert sich von West nach Ost in den 45 Meter hohen Turm mit Spitzhelm, ein dreischiffiges Langhaus, auf das ein Querhaus mit Nebenchören folgt, und schließt mit einem fünfseitigen polygonalen Chor ab.
Die Ausstattung der Erbauungszeit ist fast vollständig erhalten. Dazu zählen die Altäre sowie die Fenster mit ihren gotisierenden Bildern. Im Jahr 1924 wurde das Gewölbe in der Vierung mit einer Darstellung von Maria als Himmelskönigin und den Engeln ausgemalt. Weitere Teile der Ausstattung sind die Kreuzigungsgruppe im Chorraum und die beiden großformatigen Bilder des Kunstmalers Cullmann, die seit 1949 den Hauptaltar flankieren.
Im Zuge der Liturgiereform des Zweiten Vatikanischen Konzils kam es zu Umbaumaßnahmen im Innenraum, bei der Teile der Kommunionbank entfernt bzw. zum Zelebrationsaltar umgestaltet wurden. Ferner erhielt die Kanzel ihren heutigen Standort.

## Orgel
Die Orgel der Kirche wurde 1934 von der Firma Späth Orgelbau (Mengen) erbaut. Die Taschenladen-Instrument verfügt über 15 (17) Register, verteilt auf zwei Manuale und Pedal. Die Spiel- und Registertraktur ist elektropneumatisch. Die Disposition lautet wie folgt:
| I Hauptwerk C–g3 |              |    |
| 1.               | Principal    | 8′ |
| 2.               | Konzertflöte | 8′ |
| 3.               | Salicional   | 8′ |
| 4.               | Octave       | 4′ |
| 5.               | Rohrflöte    | 4′ |
| 6.               | Mixtur II-V  | 2′ |

| II Schwellwerk C–g3 |                 |    |
| 7.                  | Geigenprincipal | 8′ |
| 8.                  | Gedacktflöte    | 8′ |
| 9.                  | Aeoline         | 8′ |
| 10.                 | Vox coelestis   | 8′ |
| 11.                 | Dolkan          | 4′ |
| 12.                 | Klosterflöte    | 2′ |
| 13.                 | Waldhorn        | 8′ |

| Pedal C–f1 |             |                        |
| 14.        | Subbass     | 16′                    |
|            | Zartbass    | 16′ (Windabschwächung) |
| 15.        | Octavbass   | 8′                     |
|            | Gedacktbass | 8′ (Ext. Subbass 16′)  |
|            | Choralbass  | 4′ (Ext. Octavbass 8′) |

- Koppeln:
  - Normalkoppeln: II/I, I/P, II/P
  - Suboktavkoppeln: II/I, II/II
  - Superoktavkoppeln: II/I, II/II
- Spielhilfen: 2 freie Kombinationen, 1 freie Pedalkombination, Tutti, Zungen Ab, Crescendotritt, Tremulant (Ganze Orgel)

Anmerkungen
1. ↑  Ausgebaut bis g4